# East 162nd Avenue megállóhely
East 162nd Avenue megállóhely a Metropolitan Area Express kék vonalának, valamint a TriMet 74-es autóbuszának megállója az Oregon állambeli Portland és Gresham határán.
A megálló a keleti Burnside utca és az északkeleti/délkeleti 162. sugárút kereszteződésében található, a peronok a keresztutca két oldalán helyezkednek el.

## Autóbuszok
- 74 – 162nd Ave (Duinway◄►Airport Way[1][2]

| Előző állomás                                     |  | Metropolitan Area Express |  | Következő állomás                       |
| ------------------------------------------------- |  | ------------------------- |  | --------------------------------------- |
| E 148th Avetovább Hatfield Government Center felé |  | Kék vonal                 |  | E 172nd Avetovább Cleveland Avenue felé |

## Fordítás
- Ez a szócikk részben vagy egészben  az   E 162nd Ave MAX Station című angol Wikipédia-szócikk ezen változatának fordításán alapul.  Az eredeti cikk szerkesztőit annak laptörténete sorolja fel. Ez a jelzés csupán a megfogalmazás eredetét és a szerzői jogokat jelzi, nem szolgál a cikkben szereplő információk forrásmegjelöléseként.